# Плакальщик

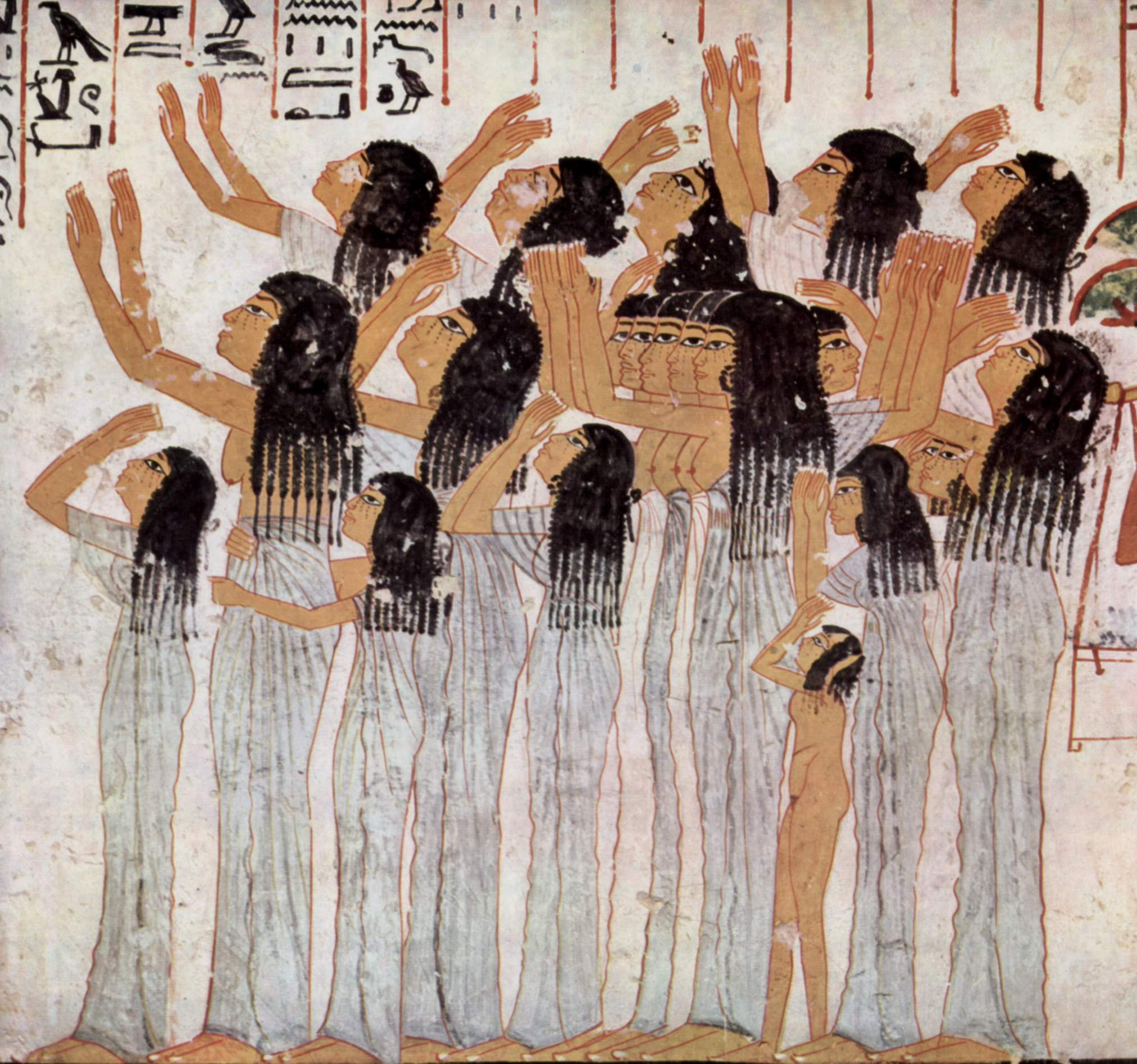
Древнеегипетские плакальщицы из росписи в гробнице Ра-мосе (TT55)

Плакальщик — профессия. Платные плакальщики присутствуют на похоронах, выражая скорбь об умершем.

## История
Профессия известна с глубокой древности, образы плакальщиков встречаются в древнеегипетском и древнегреческом искусстве. Платон упоминает о карийских гимнах, исполнявшихся их хорами. Пророк Иеремия сообщает о женщинах-плакальщицах и призывает их скорбеть о своём народе.
На Руси для оплакивания покойного нередко нанимались плакальщицы — «раскосмаченные» (с распущенным волосами) женщины, «испускавшие вопли над телом». Они участвовали до и после церемонии похорон, а также в ежегодных поминальных пирах, где задавали вопросы покойному вместо его родственников. Из плакальщиц XIX века наиболее известна Ирина Андреевна Федосова.
Церемониальное оплакивание покойного, восхваление его достижений при жизни было распространено среди коренных народов Северной Америки (например, у танаина).

Религиозные и гражданские власти неоднократно принимали меры против плакальщиков. Законы Двенадцати таблиц прямо запрещали царапать щёки и причитать во время погребения. Иоанн Златоуст считал деятельность плакальщиков и похоронных музыкантов противоречащим христианской вере в воскресение мёртвых. Негативно относится к этому явлению и шариат.

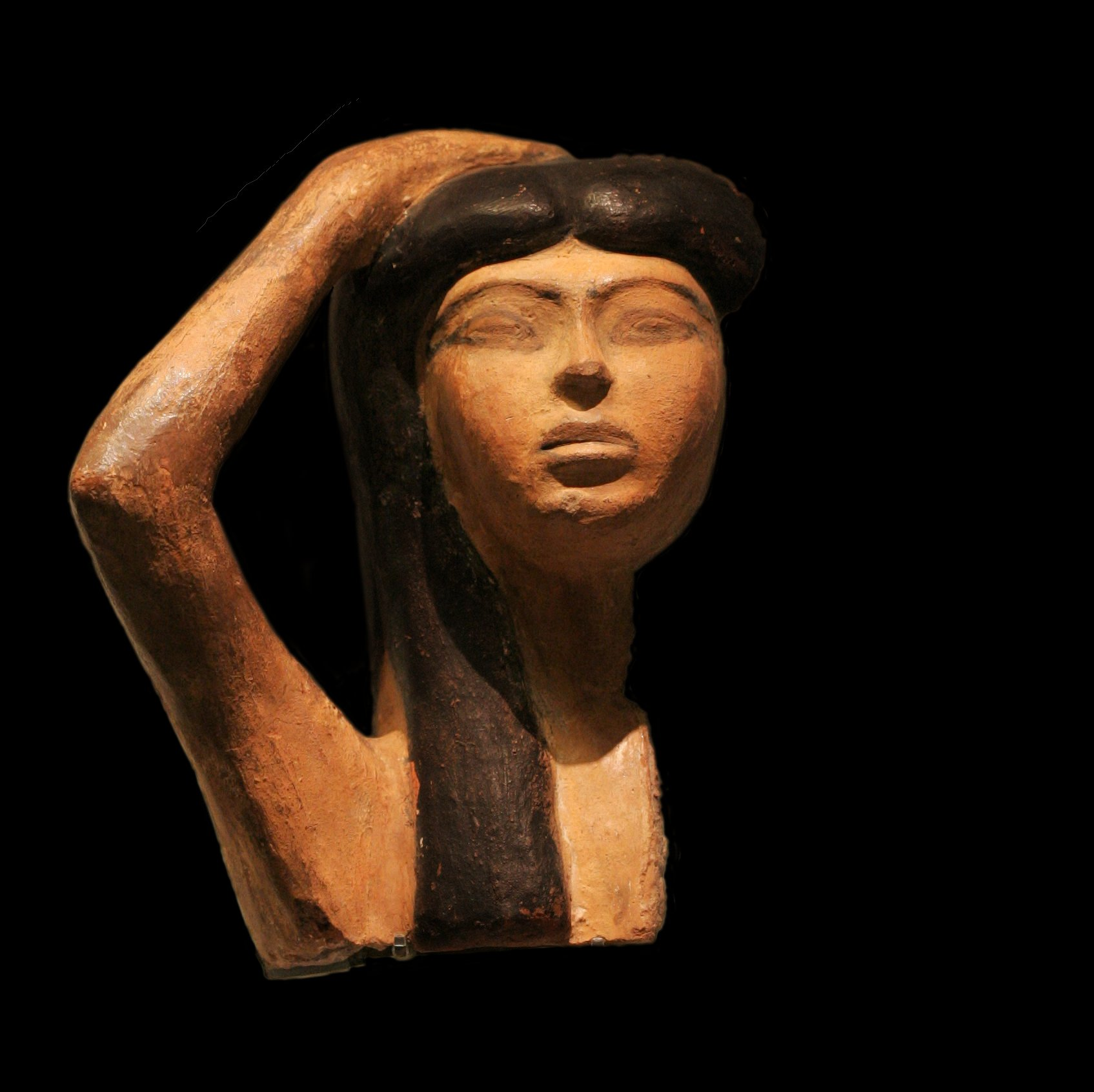
Плакальщица (возможно, оплакивающая Осириса Исида), XVIII династия, Египет.
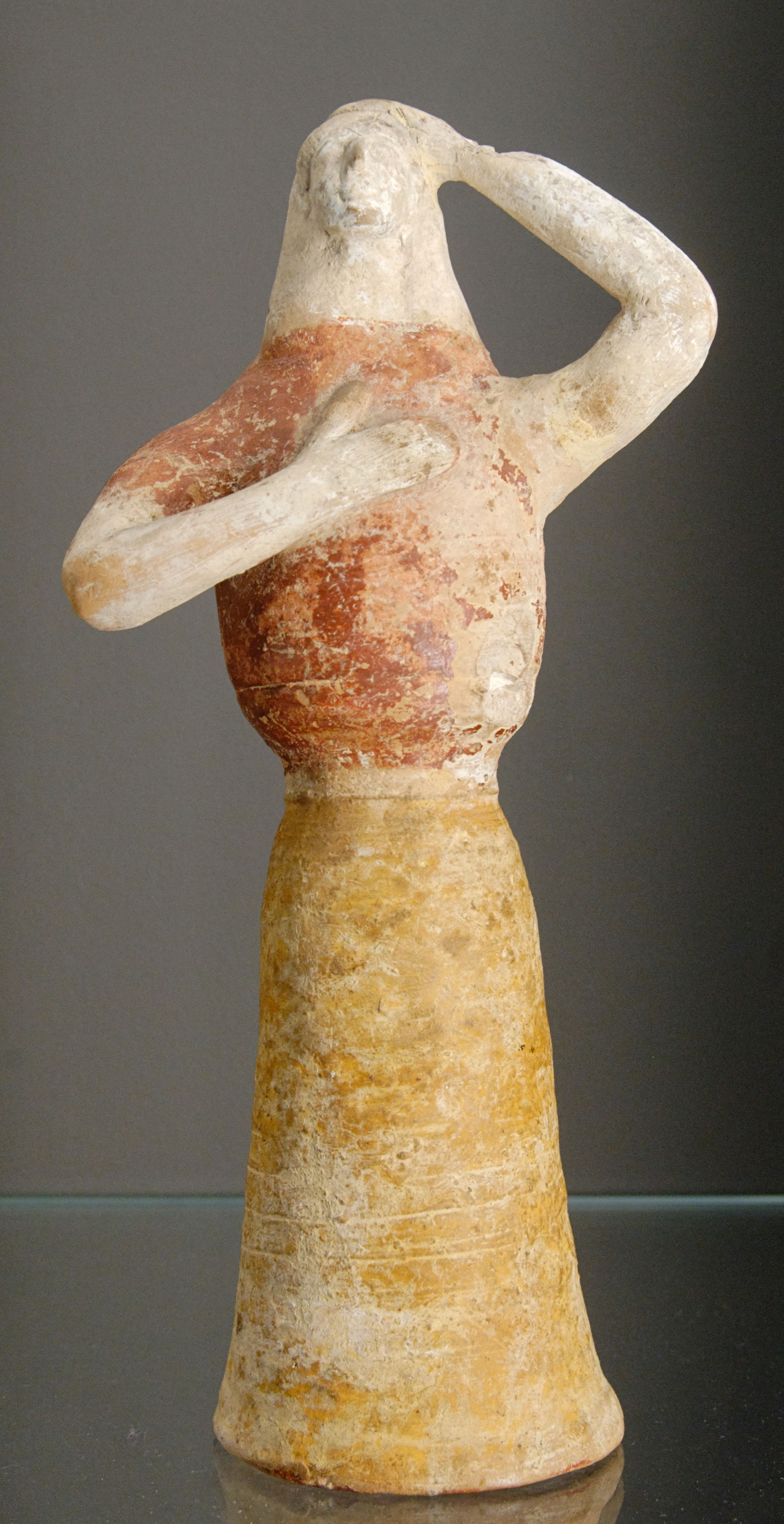
Фигура плакальщицы из Танагры, конец VII века до н.э.
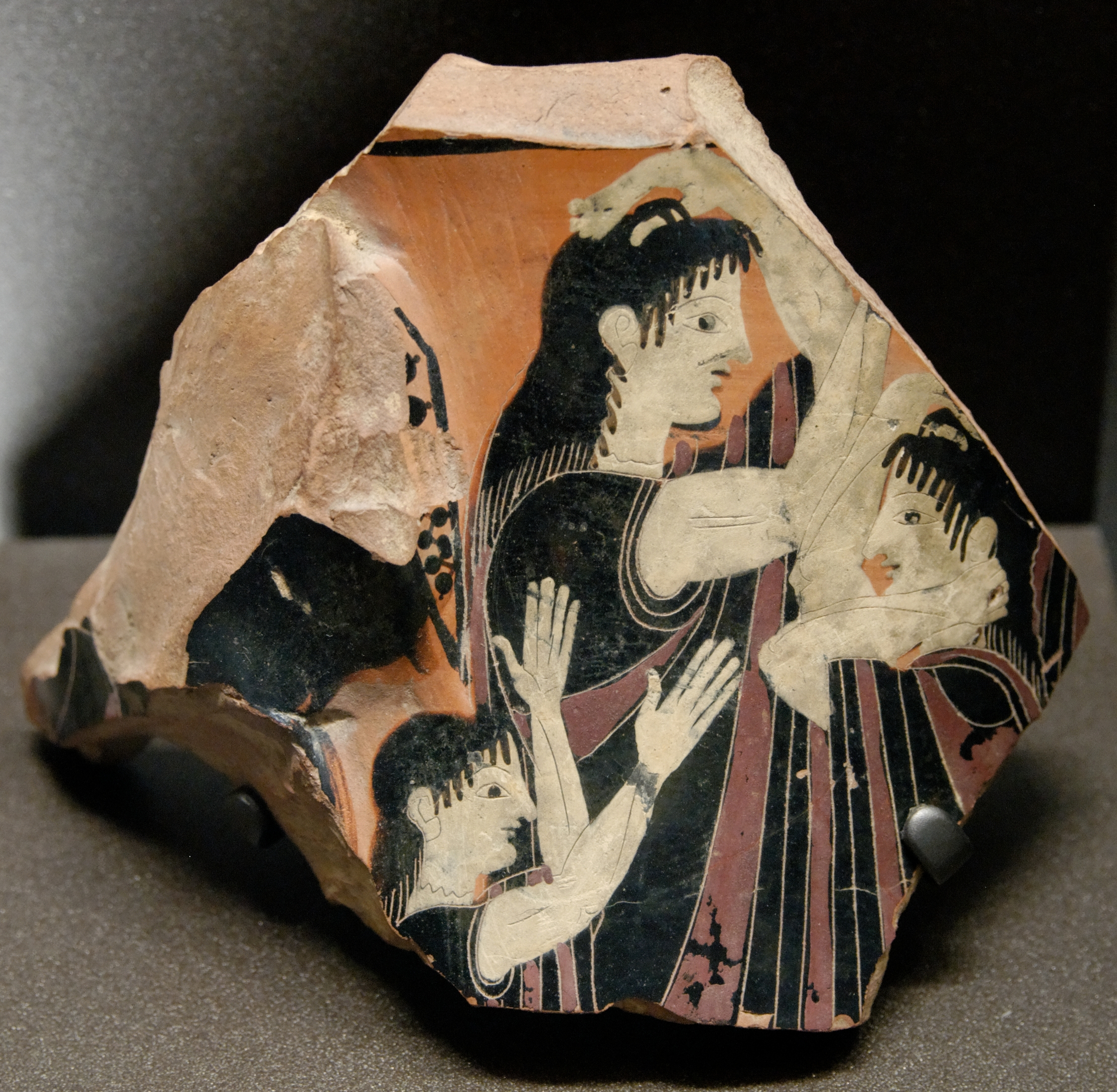
Плакальщицы на осколке керамики из Аттики.
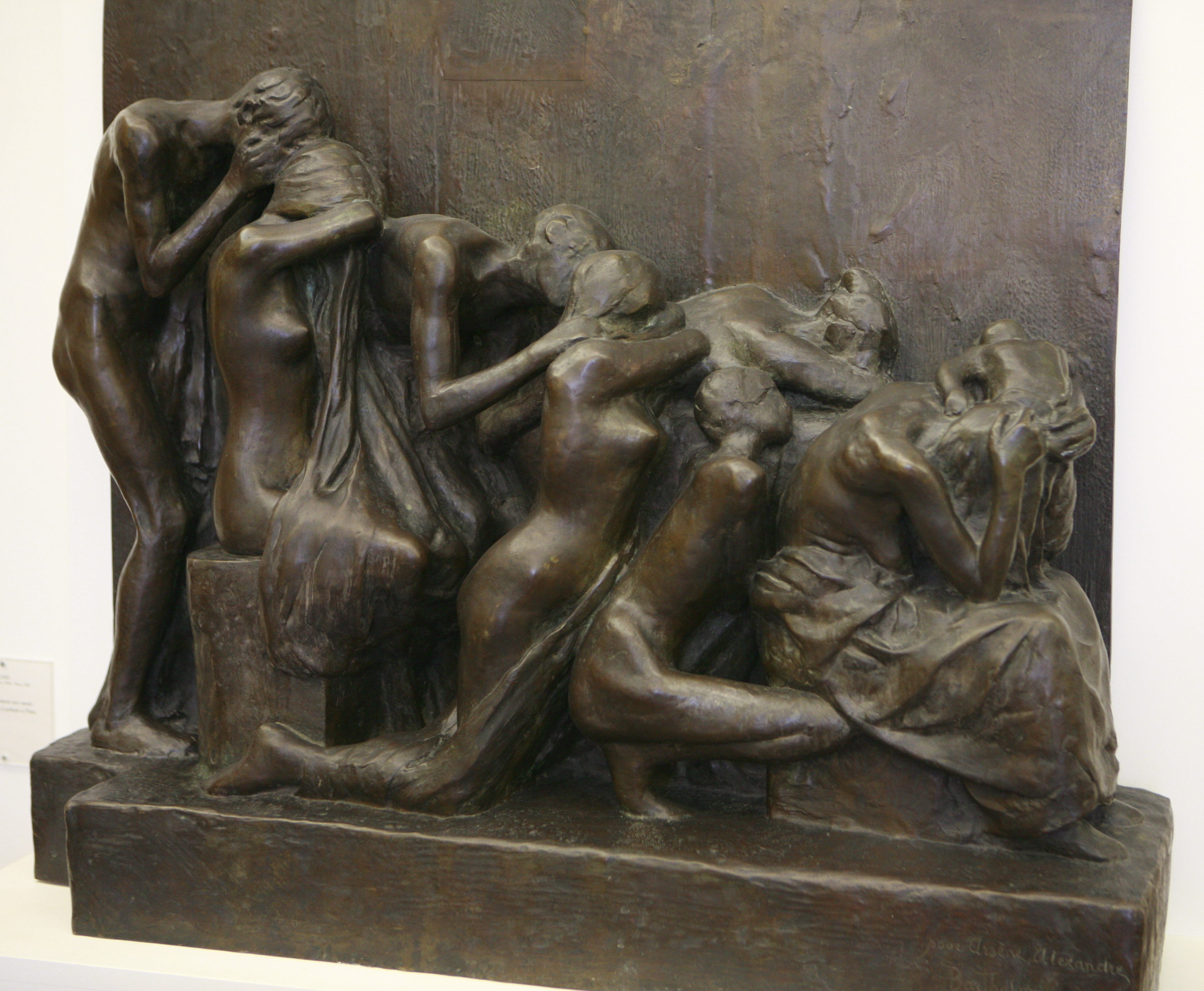
Фрагмент памятника Пьер-Лашез, Париж.
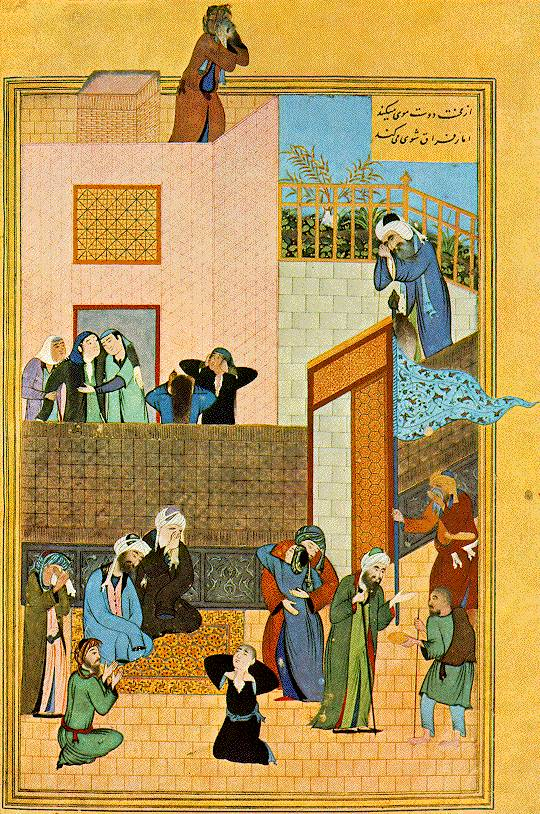
Похороны Маджнуна

Тем не менее, эта древняя профессия до сих пор существует. В Бразилии пользуется популярностью потомственная плакальщица Ита Роша, присутствовавшая, в частности, на похоронах модельера Клодовиля Эрнандеса в 2009 году. В Испании на Семана Санта встречаются женские хоры, исполняющие песни-оплакивания, хотя это скорее не классические плакальщицы, а разновидность музыкального сопровождения религиозной направленности.
В США в 1948 году женой начальника штаба ВВС США Глэдис Ванденберг было создано общество так называемых «Арлингтонских леди», цель которого не допустить погребения американских героев в одиночестве – арлингтонские леди провожали в последний путь военных, оплакивая их. 
В Таджикистане в 2017 году в законодательном порядке запретили во время траурных церемоний «вырывать волосы на голове, посыпать голову землёй, царапать лицо, громко кричать, заказывать плакальщиц, использовать микрофон».

## В массовой культуре
- 1993 — индийский фильм Rudaali.
- 2003 — филиппинский фильм «Плачущие леди» о героинях, зарабатывающих работой плакальщиц[12].